# Büszkeség és balítélet (film, 2005)
A Büszkeség és balítélet 2005-ben bemutatott romantikus filmdráma, Jane Austen azonos című művének adaptációja Joe Wright rendezésében.

## Cselekmény
A történet a 18. század végi vidéki Angliában játszódik. A Bennet család: Mr. és Mrs. Bennet és öt lányuk, Jane, Elizabeth (Lizzie), Mary, Catherine (Kitty) és Lydia a hertfordshire-i Longbournban él. Mrs. Bennet szándéka, hogy még Mr. Bennet halála előtt férjhez adja mind az öt lányát. Erőfeszítéseit megnehezíti, hogy Elizabeth csak akkor akar férjhez menni, ha megtalálja az igaz szerelmet.
Mr. Bingley, a módos agglegény kerül Mrs. Bennet célkeresztjébe, aki nemrég költözött Netherfieldbe, a Bennet család szomszédságába, húgával, a gőgös Caroline-nal és barátjával, Mr. Darcyval együtt. A soron következő netherfieldi bálon a kedélyes és keresetlen Mr. Bingleyt elvarázsolja a szelíd és gyönyörű Jane, és Mrs. Bennet méltán reménykedhet az előnyös házasságban. A mogorva Mr. Darcy elhárítja Lizzie táncra invitálását, kissé feszült csipkelődés bontakozik ki kettejük között, ami a lány részéről daccá alakul, miután véletlenül meghallja Mr. Darcy róla alkotott, nem éppen hízelgő véleményét. Bár a bált követően többször is találkoznak, Mr. Darcy továbbra is zárkózott és szenvtelen marad, Lizzie pedig vonzalom és ellenszenv között őrlődik. Figyelmét azonban csakhamar eltereli ifjú katonatiszt hódolója, Mr. Wickham, akitől megtudja, hogy Mr. Darcyval együtt nőttek fel, de az kiforgatta örökségéből, és ezért kényszerült papi álmait feladva a katonai pályára lépni. Mindeközben Mrs. Bennet a látogatásra érkező, feleséget kereső távoli rokon, Mr. Collins lelkész figyelmébe ajánlja Lizzie-t.
A következő bál Elizabeth számára kellemetlenül alakul, miután Wickham nem jelenik meg, és Mr. Collins ráerőlteti kellemetlen társaságát. Mr. Darcy ezúttal maga kéri táncra Lizzie-t, azonban Wickham kapcsán fojtott vita alakul ki köztük. Lizzie ezután feszülten elvonul a társaságtól. Jane-t és anyjukat azonban, miután a lány Mr. Bingley társaságában töltötte az egész estét, reménnyel töltik el a fejlemények. Mr. Collins másnap reggel házassági ajánlatot tesz Lizzie-nek, a lány azonban határozottan kikosarazza a szemében nevetséges lelkészt.
Mr. Bingley, húga és barátja váratlanul Londonba távoznak, hogy meglátogassák Mr. Darcy húgát, Georgianát. Jane elkeseredik, de Lizzie buzdítására maga is Londonba utazik. Eközben a visszautasított Mr. Collins másutt próbál szerencsét, kiszemeltje Lizzie barátnője, Charlotte lesz, aki kényszerűen elfogadja a lelkész közeledését: huszonhét évesen a magára maradástól retteg és Collins gondtalan életet kínál számára. Úgy fest, Mr. Wickham is kilép Lizzie életéből: alakulatával északnak vonulva elhagyja Netherfieldet.
Lizzie később Charlotte meghívására elutazik Collinsékhoz, Kentbe, hogy meglátogassa barátnőjét. Ott-tartózkodása alatt meghívást kapnak Mr. Collins pártfogójától, egyúttal Mr. Darcy nagynénjétől, Lady Chaterine de Bourgh-tól. A látogatás alatt Lizzie váratlanul találkozik Mr. Darcyval, aki a maga tartózkodó, félszeg módján közeledni próbál a lányhoz, de a még mindig dacos és büszke Lizzie nem könnyíti meg a dolgát. Később a férfi barátja, Fitzwilliam ezredes elújságolja Lizzie-nek, hogy Mr. Darcy nemrégiben megmentette jó barátját, Mr. Bingley-t egy kifogásolható nővel kötendő előnytelen házasságtól. Lizzie arra következtet, hogy Fitzwilliam nővéréről, Jane-ről beszél, így érthetően feldúlják a hallottak.
Darcy váratlanul szerelmet vall Lizzie-nek, elétárja vívódásait és megkéri a kezét. Lizzie visszautasítja és fejéhez vágja, hogy szétzúzta nővére boldogságát. A férfi elismeri, hogy ő avatkozott be Mr. Bigley és Jane kapcsolatába, mert a Bennet lány érzelmeit sekélyesnek, a Bennet család modorát pedig elfogadhatatlannak, viselkedésüket illetlennek találta, a két idősebb lány, Jane és Lizzie kivételével. Ezután Lizzie Mr. Wickham tönkretételét veti Mr. Darcy szemére, aki szarkazmussal reagál a vádakra. Heves vita bontakozik ki közöttük, Lizzie a feneketlen gőgöt hányja a férfi szemére, aki viszont ostoba büszkeséggel vádolja a lányt.
Mr. Darcy másnap átad Lizzie-nek egy levelet, melyben leírja, mi történt valójában közte és Mr. Wickham között. Wickham valóban örökölt Darcy apjától, de jussát pénzben követelte, amit meg is kapott, ám rövid időn belül elverte szerencsejátékon. Ezt követően újra pénzt követelt, de erről Mr. Darcy hallani sem akart, így kapcsolatuk megszakadt. Előző nyáron azonban ismét felbukkant az életükben, szerelmet vallott Mr. Darcy tizenöt éves húgának, Georgianának. Miután azonban Darcy világossá tette, hogy Wickham egy pennyt sem fog látni húga 30 ezer fontos örökségéből, ismét köddé vált, összetörve a lány szívét. Ami pedig Mr. Bingley és Jane ügyét illeti, azt tette, amit barátként a legjobbnak látott. Lizzie az igazságra ráeszmélve, bűntudattal olvassa a sorokat.
Lizzie ezután hazatér. Már Jane nővére is otthon van, és arról biztosítja húgát, hogy túltette magát Mr. Bingley-n. Az ugyancsak náluk vendégeskedő rokonok, Mr. és Mrs. Gardiner több napos Peak District-i kirándulásra hívják Lizzie-t, amelynek során betérnek a pemberley-i Darcy-birtokra is. Abban a tudatban, hogy a házigazda, Mr. Darcy nem tartózkodik otthon, Lizzie beleegyezik, hogy a kastélyt is megtekintsék. Lizzie a szoborcsarnokban percekig elbűvölten csodál egy Mr. Darcyról készült élethű szobrot, majd titokban az otthon tartózkodó kishúg, Georgiana zongorajátékát figyeli, amikor hirtelen betoppan Mr. Darcy. Félszeg, bátortalan párbeszédük után Lizzie sietősen eltávozik, de Mr. Darcy csakhamar valamennyiüket meghívja vacsorára. Másnap valamennyien a Darcy-kastélyba mennek, tisztelgő látogatásra, amelynek során Lizzie összebarátkozik Georgianával. Mielőtt sor kerülne a vacsorára, Lizzie levelet kap otthonról, amelyben nővére arról számol be, hogy a brightoni látogatáson tartózkodó tizenöt éves Lydia húguk megszökött Mr. Wickhammel, és ismeretlen helyen tartózkodik. Mr. Darcy magát hibáztatja, hogy korábbi netherfieldi tartózkodása során nem leplezte le Wickhamet, Lizzie viszont önmagát okolja, hogy nem osztotta meg szüleivel és testvéreivel, amit a kalandor Wickham életéről megtudott.
Lizzie hazasiet, miközben apja és Mr. Gardiner Londonban keresik Lydiát. A család becsületén folt esett, így az idős Mr. Bennetnek párbajra kell hívnia Mr. Wickhamet, és félő, hogy halála esetén fedél nélkül maradnak a hátrahagyott családtagok. Levél érkezik Londonból, Mr. Gardinertől, aki tudatja velük, hogy Lydia megkerült és Mr. Wickham évi 100 font életjáradék ellenében hajlandó házasságra lépni vele, így a Bennet név továbbra is tiszta maradhat. Mr. Bennet beleegyezik az alkuba, de szóvá teszi, hogy mindez sokba kerülhetett Mr. Gardinernek, mert lehetetlen, hogy Mr. Wickham ilyen potom összegért belemenjen a házasságba. Nemsoká az ifjú házasok, Lydia és Mr. Wickham látogatást tesznek a családnál. A vacsoraasztalnál Lydia elszólja magát, hogy valójában Mr. Darcy talált rájuk, ő intézte az anyagiakat Mr. Wickhammel a házasság érdekében és fizette az esküvő költségeit. Lizzie-t egyszerre megdöbbentik és elbűvölik a hallottak, végleg ráeszmél, hogy végig vak balítélettel viseltetett Mr. Darcy iránt.
Híre érkezik, hogy Mr. Bingley és Mr. Darcy váratlanul visszatérnek Netherfieldbe. Jane újólag biztosítja Lizzie-t, hogy számára már semmit nem jelent Mr. Bingley. A két férfi első útja Benneték családi otthonába vezet, ahol egy kínos és felettébb furcsa párbeszédet követően Mr. Bingley megszégyenülten kirohan a házból. Mr. Darcy utánamegy, hogy lelket öntsön barátjába. Párbeszédükből kiviláglik, hogy Mr. Darcy ösztönözte őt arra, hogy találja meg a visszautat Jane Bennet szívéhez. Mr. Bingley megerősödve visszatér a Bennet-házba, és négyszemközt maradva Jane-nel először megköveti a korábbi eseményekért, majd megkéri a kezét. A korábban elhidegültségét hangoztató Jane örömkönnyek között mond „ezerszeres” igent. Mr. Darcy ezt követően visszasiet a városba anélkül, hogy egyetlen szót is váltana Lizzie-vel.
Kisvártatva Mr. Darcy nagynénje, Lady Catherine de Bourgh tesz látogatást Bennetéknél, és azzal támadja le Lizzie-t, hogy tudomására jutott, szándékában áll frigyre lépni unokaöccsével. A hír nyugtalanítja, mert Mr. Darcyt gyerekkora óta az ő lányának, Anne de Bourgh-nak szánták, és számára elfogadhatatlan az alacsony származású Lizzie-vel kötendő házasság gondolata is. Követeli, hogy Lizzie azonnal vegye elejét ezeknek a pletykáknak és ígérje meg, hogy akkor sem kötelezi el magát Mr. Darcy mellett, ha a férfi netán megkérné a kezét. Lizzie elutasítja Lady Catherine követelőzését, és határozottan távozásra szólítja fel őt. Lizzie-re nyugtalan éjszaka vár, nem tud aludni, így hajnalban kimegy a kertbe sétálni. Séta közben megpillantja a távolban a felé közeledő Mr. Darcyt. A férfi elmondja, hogy értesült nagynénje látogatásáról, és Lizzie reakciói ismét reményekkel töltötték el. Érzései a lány iránt változatlanok, és ha ez találkozna Lizzie érzéseivel, nem akar többé elválni tőle. A lány némán megragadja és megcsókolja a férfi kezét. Mr. Darcy megkéri Mr. Benettől a lánya kezét, de az apa, mielőtt döntene, még lányával is beszélni akar, mert továbbra is abban a hiszemben van, hogy Lizzie ellenszenvet táplál Mr. Darcy iránt. Lizzie elmondja apjának mennyire félreismerte Mr. Darcyt, hogy a férfi mennyi mindent tett titokban a családjukért, és hogy szereti őt. Mr. Bennet boldogan adja beleegyezését a házasságba.

## Szereplők
| Szerep                   | Színész           | Magyar hang          |
| ------------------------ | ----------------- | -------------------- |
| Elizabeth Bennet         | Keira Knightley   | Gubás Gabi           |
| Mr. Darcy                | Matthew Macfadyen | Szabó Sipos Barnabás |
| Mary Bennet              | Talulah Riley     | Vadász Bea           |
| Jane Bennet              | Rosamund Pike     | Kiss Anikó           |
| Lydia Bennet             | Jena Malone       | Zsigmond Tamara      |
| Catherine "Kitty" Bennet | Carey Mulligan    | Szénási Kata         |
| Mr. Bennet               | Donald Sutherland | Kristóf Tibor †      |
| Mrs. Bennet              | Brenda Blethyn    | Szabó Éva            |
| Charlotte Lucas          | Claudie Blakley   | Kéri Kitty           |
| Mr. Charles Bingley      | Simon Woods       | Bozsó Péter          |
| Caroline Bingley         | Kelly Reilly      | Spilák Klára         |
| Mr. George Wickham       | Rupert Friend     | Viczián Ottó         |
| Mr. William Collins      | Tom Hollander     | Czvetkó Sándor       |
| Lady Catherine de Bourgh | Judi Dench        | Halász Aranka        |
| Anne de Bourgh           | Rosamund Stephen  |                      |
| Fitzwilliam ezredes      | Cornelius Booth   | Németh Gábor         |
| Mrs. Gardiner            | Penelope Wilton   | Győri Franciska      |
| Mr. Gardiner             | Peter Wight       | Konrád Antal         |
| Mrs. Reynolds            | Meg Wynn Owen     | Vennes Emmy          |
| Georgiana Darcy          | Tamzin Merchant   | Árkosi Kati          |
| Betsy                    | Sinead Matthews   | Béli Titanilla       |

## Díjak, jelölések
- BAFTA-díj (2006)
  - díj: legjobb debütálás (brit forgatókönyvíró, filmrendező vagy producer) (Joe Wright)
  - jelölés: legjobb női mellékszereplő (Brenda Blethyn)
  - jelölés: Alexander Korda-díj a legjobb brit filmnek
  - jelölés: legjobb jelmeztervezés
  - jelölés: legjobb smink
  - jelölés: legjobb adaptált forgatókönyv
- Golden Globe-díj (2006)
  - jelölés: legjobb női főszereplő – zenés film és vígjáték (Keira Knightley)
  - jelölés – Legjobb film (zenés film és vígjáték)
- Oscar-díj (2006)
  - jelölés: legjobb női főszereplő (Keira Knightley)
  - jelölés: legjobb jelmez
  - jelölés: legjobb díszlet
  - jelölés: legjobb eredeti filmzene